# معاهدة مياه نهر السند
معاهدة مياه نهر السند (IWT) هي معاهدة لتوزيع المياه بين الهند وباكستان، تم ترتيبها والتفاوض عليها من قبل البنك الدولي، لاستخدام المياه المتاحة في نهر السند وروافده. تم التوقيع عليها في كراتشي في 19 سبتمبر 1960 من قبل رئيس الوزراء الهندي آنذاك جواهر لال نهرو والرئيس الباكستاني آنذاك أيوب خان.
تمنح المعاهدة الهند السيطرة على مياه الأنهار الشرقية الثلاثة - بياس ورافي وسوتليج - والتي يبلغ متوسط تدفقها السنوي الإجمالي 41 مليار متر مكعب. تم منح السيطرة على الأنهار الغربية الثلاثة - السند وتشيناب وجيلوم - والتي يبلغ متوسط تدفقها السنوي الإجمالي 99 مليار متر مكعب، لباكستان. حصلت الهند على السيطرة على 30٪ من إجمالي المياه التي تحملها الأنهار، بينما حصلت باكستان على 70٪. تسمح المعاهدة للهند باستخدام مياه الأنهار الغربية للاستخدام المحدود للري والاستخدامات غير الاستهلاكية غير المحدودة مثل توليد الطاقة والملاحة وتعويم الممتلكات وتربية الأسماك وما إلى ذلك. كما تضع لوائح مفصلة للهند في مشاريع البناء على الأنهار الغربية. تُقرّ مقدمة المعاهدة بحقوق والتزامات كل دولة في الاستخدام الأمثل لمياه نهر السند، بروح من حسن النية والصداقة والتعاون. ورغم أن المعاهدة لا ترتبط مباشرةً بالأمن القومي ، إلا أن باكستان، الواقعة جنوب مجرى نهر السند، تخشى أن تُسبب الهند فيضانات أو جفافًا في باكستان، خاصةً في حال نشوب صراع محتمل.
خلال الحرب الهندية الباكستانية عامي 1947 و1948 ، كانت السيطرة على حقوق المياه في نظام النهر محور نزاع مائي هندي باكستاني. ومنذ التصديق على المعاهدة عام 1960، سُوّيت معظم النزاعات عبر الإطار القانوني الذي وفرته المعاهدة، على الرغم من وقوع العديد من الصراعات العسكرية بين البلدين. وقد علّقت حكومة الهند المعاهدة لأول مرة في 23 أبريل 2025، عقب هجوم باهالجام عام 2025.
تعتبر معاهدة مياه نهر السند واحدة من أنجح مساعي تقاسم المياه في العالم اليوم، على الرغم من اعتراف المحللين بالحاجة إلى تحديث بعض المواصفات الفنية وتوسيع نطاق الاتفاقية لمعالجة تغير المناخ.

## تعليق المعاهدة
في 23 أبريل 2025، وفي أعقاب هجوم إرهابي مستهدف في وادي بايساران في باهالجام، جامو وكشمير، آسفر عن مقتل 26 شخصًا وإصابة آخرين، أعلنت حكومة الهند في اجتماع للجنة مجلس الوزراء للأمن تعليق معاهدة مياه نهر السند مع باكستان مستشهدة بمخاوف الأمن القومي.